# Dommaraju Gukesh
Dommaraju Gukesh, anche noto come Gukesh D (in telugu దొమ్మరాజు గుకేష్; Chennai, 29 maggio 2006), è uno scacchista indiano, campione del mondo dal 12 dicembre 2024.
È al 2024 il campione del mondo di scacchi del titolo unificato più giovane della storia, avendolo conquistato all'età di diciotto anni e nove mesi nel match mondiale del 2024 contro Ding Liren.
Detiene altri record di precocità, essendo il più giovane sfidante di sempre per il titolo mondiale ed il più giovane ad aver vinto il Torneo dei candidati.
Ha completato le tre norme necessarie per ottenere il titolo di grande maestro il 15 gennaio 2019 all'età di 12 anni, 7 mesi e 16 giorni, risultando ad aprile 2024 il terzo più giovane di sempre ad aver ottenuto il titolo.
Ha vinto quattro medaglie alle Olimpiadi degli scacchi, delle quali tre ori e un bronzo.

## Carriera

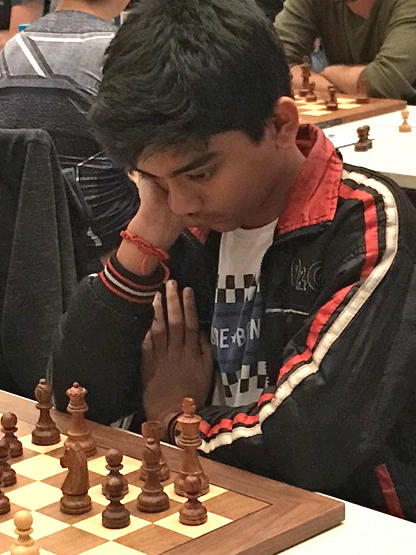
Dommaraju Gukesh nel 2019

Nel 2015 vince la sezione under-9 del campionato asiatico scolastico.
Nel 2018 vince il Campionato del mondo U12 a Santiago di Compostela, in aprile vince cinque titoli del campionato giovanile asiatico (disputato in Thailandia) nella sezione U12: rapid e blitz individuale, rapid e blitz a squadre e individuale a tempo standard.
Nel 2020 in febbraio vince il 34º Festival Internazionale del Gioco di Cannes con 7,5 punti su 9. In dicembre vince il Campionato del mondo giovanile di scacchi under-14, disputato online.
Nel 2021 in agosto partecipa alla Coppa del Mondo di Soci, dove supera il primo turno, vincendo 2,5-1,5 contro Paweł Teclaf, mentre nel secondo turno viene eliminato 1,5-2,5 da Daniil Dubov. In settembre vince con 8,5/10 il Norway Chess Open, evento collaterale del Norway Chess.
Nel 2022 in marzo con 8,5 su 10 giunge 2º nel 19th Delhi international Open, superato per spareggio tecnico da Arjun Erigaisi e precedendo, per lo stesso criterio, Bharathakoti Harsha. In agosto vince la medaglia d'oro individuale alle Olimpiadi di casa in prima scacchiera, con il punteggio di 9 su 11 e la performance di 2867 punti Elo. Con la seconda formazione schierata dall'India alle Olimpiadi di Chennai vince anche la medaglia di bronzo di squadra.
Nel 2023 è secondo a Düsseldorf nel WR Chess Masters preceduto da Lewon Aronyan e superando per spareggio tecnico Jan Nepomnjaščij. Vince a Minorca, imbattuto, con il punteggio di 7 su 9, superando altri 9 giocatori per spareggio tecnico. Arriva ai quarti di finale della Coppa del Mondo, sconfitto dal già campione del mondo Magnus Carlsen. In chiusura d'anno vince il Chennai Grand Masters, con 4,5 punti su 7, superando per spareggio tecnico Arjun Erigaisi Si qualifica al Torneo dei candidati 2024 attraverso il sistema di qualificazione del Circuito FIDE.
Nel 2024, in gennaio giunge primo a pari merito con altri tre giocatori al Torneo di Wijk aan Zee con il punteggio di 8,5 su 13, ma superato negli spareggi blitz da Wei Yi, in aprile vince il Torneo dei candidati con il punteggio di 9 su 14, ottenendo così la possibilità di sfidare il campione uscente Ding Liren nella successiva edizione del Campionato del mondo.
Alle Olimpiadi di Budapest bissa la medaglia d'oro individuale ottenuta due anni prima a Chennai, ottenendo nove punti su dieci partite giocate e una performance Elo di 3 056. Vince la medaglia d'oro anche nella competizione a squadre con la rappresentativa indiana, che ottiene il primo storico titolo olimpico.

## Statistiche
Ha raggiunto il suo massimo rating FIDE nell'ottobre 2024 con 2794 punti Elo (5º al mondo e 2º in India).